# Françoise Kayler
Françoise Kayler, née le 28 février 1929, à Bois-Colombes en France et morte le 19 avril 2010 à Montréal, est une journaliste et critique gastronomique.

## Biographie
Elle épouse en 1951 Jean Vaillancourt, un journaliste québécois œuvrant à La Presse. À la mort de ce dernier, dix ans plus tard, elle est engagée par le même journal. Elle y restera plus de quarante ans.
C’est dans ce même quotidien qu’en 1964, elle crée une page sur l’alimentation. Au départ, cette chronique traite de l’alimentation en général, relayant des recettes et des informations sur l’agriculture. Après quelques années, elle amorce l'écriture de critiques culinaires et finit par devenir la doyenne des critiques culinaires et gastronomiques du Québec.
Toute sa vie, Françoise Kayler a soutenu des causes liées à la promotion d'une saine alimentation et elle a continué cette démarche après sa retraite,. De 2007 jusqu'à son décès, c'est via le blogue Gastronote qu’elle poursuit cette mission. En 2010, Françoise Kayler fait un don à la Ville de Montréal de 365 ouvrages sur la cuisine, l’alimentation et la gastronomie. Une partie de cette collection — 265 titres — a été acquise en 2013 par la Bibliothèque Robert-Bourassa, situé à Outremont, un arrondissement montréalais dans lequel elle a longtemps résidé.
Après qu'elle s'est éteinte dans son sommeil le 24 avril 2010, à l’âge de 80 ans, l'Institut de tourisme et d'hôtellerie du Québec (ITHQ) inaugure en mars 2011 une salle en l’honneur de celle que l'on a surnommé « la grande dame de la gastronomie ». La fondation de l’ITHQ remet également, chaque année, une bourse Françoise-Kayler pour la relève en restauration.